# Viktoria Lopyrjova
Viktoria Petrovna Lopyrjova (Russisch: Виктория Петровна Лопырёва) (Rostov aan de Don, 26 juli 1983) is een Russische miss, televisiepresentatrice en model. Ze werd Miss Rusland 2003.

## Biografie
Lopyrjova studeerde bedrijfskunde aan de Staatsuniversiteit voor Economie in Rostov. In 1999 nam ze haar eerste opdracht als model aan en verscheen sindsdien in verschillende tijdschriften. Vier jaar later won ze de Russische missverkiezing Miss Rusland. In 2006 was Lopyrjova de presentatrice van de Miss Europa-verkiezing in Oekraïne. In 2007 begon Lopyrjova als co-host van een Russisch voetbalprogramma en in 2008 nam ze deel aan het tv-programma Posledni geroj, de Russische versie van Expeditie Robinson.
Lopyrjova is speciaal gezant van UNAIDS, een project van de Verenigde Naties rond de bestrijding van hiv en aids. Tijdens het wereldkampioenschap voetbal 2018 in Rusland treedt ze ook op als ambassadeur en probeert ze in die rol onder andere het imago van Rusland te bevorderen.
Van 2013 tot 2016 was Lopyrjova getrouwd met voetballer Fjodor Smolov.